# 谷久和
谷 久和（たに きゅうわ、生没年不詳）とは、江戸時代の浮世絵師。

## 来歴
師系・経歴不明。安永7年（1778年）刊行の黄表紙『目出度春』に挿絵を描いている。なお同時期に谷文和という絵師がいるが、関係は不明。